# (149) Medusa
(149) Medusa – planetoida z pasa głównego asteroid okrążająca Słońce w ciągu 3 lat i 76 dni w średniej odległości 2,17 j.a. Została odkryta 21 września 1875 roku w obserwatorium w Tuluzie przez Josepha Perrotina. Nazwa planetoidy pochodzi od Meduzy, najmłodszej z trzech gorgon w mitologii greckiej.